# Loreta Asanavičiūtė
Loreta Asanavičiūtė (22. dubna 1967 Vilnius - 13. ledna 1991 Vilnius) byla jedinou ženskou obětí masakru u Vilniuské televizní věže. Zemřela po převozu do nemocnice na následky poranění způsobeného pádem pod sovětský tank. Zaměstnána byla jako švadlena v továrně.
Již 15. ledna 1991 obdržela spolu s dalšími oběťmi masakru in memoriam litevské státní vyznamenání Vyčio Kryžiaus ordino Didysis kryžius.